# 찔레꽃 (드라마)
《찔레꽃》은 2003년 11월 17일부터 2004년 6월 12일까지 방영된 KBS 1TV TV소설이다.

## 기획 의도
- 성공과 행복의 진정한 의미 찾기

사람은 누구나 살아가는 동안 성공과 행복을 갈망한다. 과연 우리가 그토록 소망하는 행복의 실체는 무엇이고 성공의 잣대는 무엇일까? 파랑새를 찾아 먼길을 헤매던 미찌르와 찌르찌르처럼 우리 역시 인생의 가장 소중한 것을 잃어버린 채 엉뚱한 곳을 헤매는 것은 아닌지 되짚어본다.
- 시대적 동감이 함께 하는 드라마

이 이야기는 1970-80년대를 바탕으로 한다. 우리들의 기억 속에 아직도 생생히 살아 숨쉬고 있는 그때. 맨주먹으로 가난을 딛고 성실과 인내, 끈기만으로 가장 급격한 변화를 이뤄낸 시기- 고속도로 시대의 개막, 새마을 운동, 포철건설, 국민소득 100불, 수출 100억불 달성, 서독의 광부, 간호사 파견, 사우디 건설 붐 등 그야말로 가난을 이기기 위해 모두 열심히 뛰었던 역동의 시대이다. 문화적으로도 가부장적인 보수관과 여성의 자아가 조금씩 눈을 뜨던 진보주의가 태동하던 혼동의 시대.
- 사람은 무엇으로 사는가

늘 남편의 사랑에 목마른 욕심 많은 아내 안성희. 아내의 속물 근성이 싫어 일탈을 꿈꾸면서도 떨치고 나올 용기는 없는 최명욱 원장. 그리고 그 속에서 작은 공주처럼 제멋대로 자라나는 최유경. 겉으로는 윤택하고 화목해 보이지만 안으로 곪아가는 이 가정에 어느 날 뜻밖의 손님 김수옥이 찾아오며 드라마는 시작된다.

## 등장 인물

### 주요 인물
- 남성진 : 민준서 역 (아역 서현석)

"사랑은 있다" 15-30대 중반. 민대식과 나옥녀의 외아들. 착한 모범생. 수옥과 유경 사이에서 삼각관계를 이루게 된다. 욕심많은 어머니의 바램대로 나중에 외과 레지던트가 된다.
- 전미선 : 김수옥 역 (아역 김지선)

"별을 손에 쥔 여자" 11-30대 초반. 최명욱과 한소진의 딸. 양부모를 잃고 친부 최명욱의 집에 들어와 살게 된다. 요꼬공장 시다부터 시작하여 후에 국내 굴지의 니트업계를 일궈낸다.
- 안연홍 : 최유경 역 (아역 김유리)

"붉은 장미의 그늘" 11-30대 초반. 최명욱과 안성희의 외동딸. 처음엔 수옥을 미워하나 수옥과 친자매처럼 가까워진다. 그러나 연인 민준서를 사이에 두고 수옥과 연적이 된다

### 김수옥네
- 서인석 : 최명욱 역 - 최유경의 아버지이자 김수옥의 양아버지, 최내과의원 원장
- 이휘향 : 안성희 역 - 최명욱의 아내, 최유경의 어머니
- 이한나 : 안명희 역 - 안성희의 언니
- 장희진 : 오포댁 역 - 명욱네 가정부, 신자의 어머니
- 유경아 : 미스 맹 역 - 오포댁의 딸, 최내과의원 간호사

### 민준서네
- 박인환 : 민대식 역 - 민준서의 아버지
- 박혜숙 : 나옥녀 역 - 민준서의 어머니, 명랑미용실 원장
- 이설아 : 민지숙 역 (아역 권수현) - 민준서의 동생

### 박민규네
- 김도연 : 한소진 역 - 김수옥의 친모
- 박칠용 : 박경수 역
- 황동주 : 박민규 역 - 박경수의 아들

### 샤리 김네
- 김일우 : 샤리 김 역 - 샤리김작곡사무실 운영
- 장준영 : 김어진 역 (아역 조영관) - 샤리 김의 아들
- 장정희 : 구점례 역 - 샤리김의 동거녀

### 그 외 인물
- 연규진 : 조병우 역 - 십자약국 약사
- 지태호 : 김수철 역 (아역 강산)
- 서영애 : 명자 역 - 김수옥과 김수철의 고모

## 참고 사항
- 남편의 외도와 이복 딸에 대한 아내의 구박, 언니의 남자를 빼앗는 이복동생의 치정을 비롯한 비윤리적 내용이 지적을 받았다.[1]